# Цейлонская масковая сипуха
Цейлонская масковая сипуха (лат. Phodilus assimilis) — хищная птица семейства сипуховых, обитающая на территориях Шри-Ланки и южной Индии.

## Описание

### Внешний вид
Общая длина птицы — примерно 29 см; длина крыла — 197—208 мм. На данный момент ничего не известно о различиях в размерах или цвете между самцами и самками.
Является относительно небольшой масковой сипухой без перьевых ушек. На лицевом диске, по форме слегка напоминающем сердце и отороченном тёмными перьями, от темени сверху вниз идут две симметричные тёмные полосы, проходящие через большие тёмно-карие глаза и образующие V-образный щиток, переходящий в желтоватый клюв. Верхняя часть тела испещрена чёрно-белыми пятнышками, тёмно-каштановые перья крыльев и хвоста украшены отчётливыми полосами и пятнами, тёмными и жёлтыми. Перья нижней части тела бледные, с множеством мелких чёрно-белых крапинок. Относительно короткие мохнатые ноги оканчиваются серо-коричневыми пальцами с грязно-белыми либо светло-серыми когтями.

### Полёт
В полёте цейлонскую масковую сипуху можно узнать по заметным подмышечным перьям охристого цвета.

### Голос
Сипуха издаёт громкое, будто скользящее уии-и-ууу; средний слог выше остальных двух, в общем крик повторяется три-четыре раза перед долгой паузой. Отдельные звуки длятся в два-три раза дольше, чем аналогичные у восточной масковой сипухи. Подвид P. a. ripleyi повторяет свист лишь дважды, с общей продолжительностью около четырёх секунд до длинной паузы.

## Питание
О пищевых предпочтениях цейлонской масковой сипухи известно мало. В найденных погадках были обнаружены только кости и мех мелких грызунов.

## Распространение

### Ареал
Целонская масковая сипуа обнаруживается только в южном индийском штате Керала и на Шри-Ланке. Хотя вид — особенно в Индии — изучен мало, очевидно, что он его численность оказалась выше, чем предполагалагаемая ранее. Однако в результате разрушения естественной среды обитания цейлонская масковая сипуха может оказаться под угрозой.

### Места обитания
Занимает в качестве мест обитания плотные вечнозелёные и смешанные леса, расположенные преимущественно на возвышенностях с высотами вплоть до 2200 метров.

## Классификация
Современные орнитологи выделяют два подвида цейлонской масковой сипухи:
| Подвид                             | Распространение       | Отличия |
| ---------------------------------- | --------------------- | --- |
| P. a. assimilis Hume, 1877         | Шри-Ланка             | Номинативный подвид; перья вокруг лицевого диска и около глаз темнее, чем у P. a. ripleyi; более чёткие и обширные полосы на крыльях, пятна на спине и груди удлинённые, а не круглые. |
| P. a. ripleyi Hussain & Khan, 1978 | Западные Гаты (Индия) | |